# Histoire de Joseph le charpentier
L'Histoire de Joseph le Charpentier (Historia Josephi Fabri Lignari) est une compilation de traditions concernant Marie (mère de Jésus), Joseph et la Sainte Famille, probablement composée en Égypte byzantine en grec à la fin du vie ou au début du viie siècle, mais ayant survécu uniquement en traduction en copte et en arabe. Le texte témoigne de la croyance en la Virginité perpétuelle de Marie.
C'est l'un des textes des apocryphes du Nouveau Testament concernant la période de la vie de Jésus avant l'âge de 12 ans.

## Contenu
Le texte est écrit comme une explication par Jésus au mont des Oliviers concernant la vie de Joseph, son beau-père. En accord avec le maintien de la virginité de Marie, le texte proclame que Joseph a eu quatre fils (Judas, Justus, James et Simon) et deux filles (Assia et Lydia) par un précédent mariage.

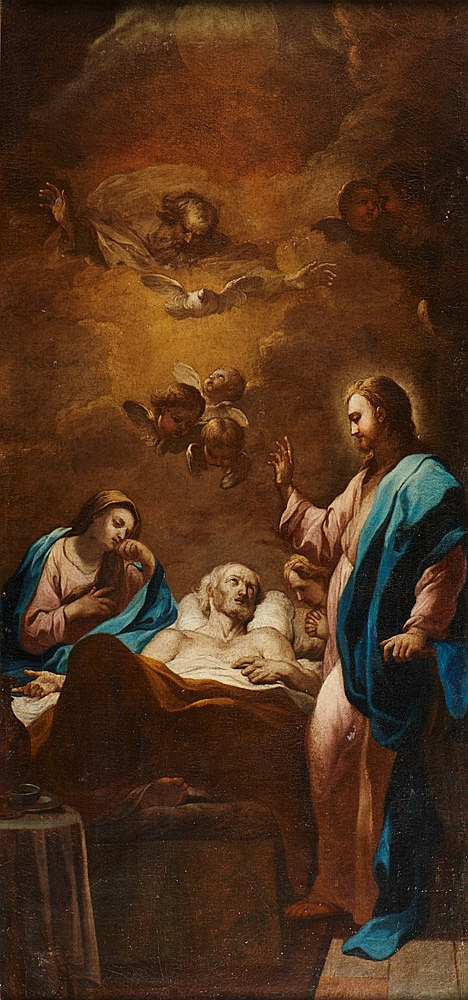
Mort de saint Joseph, Pedro Alexandrino de Carvalho

Après ce contexte de base, le texte se met à paraphraser le Protévangile de Jacques, s'arrêtant au point de naissance de Jésus. Le texte déclare que Joseph a été miraculeusement béni avec la jeunesse mentale et physique, mourant à l'âge de 111 ans. Ses fils aînés (Justus et Simon) se marient et ont des enfants, et de même ses deux filles se marient et vivent dans leurs propres maisons.
La mort de Joseph occupe une partie substantielle du texte. Il fait d'abord une prière significative, incluant dans ses derniers mots une série de lamentations sur ses péchés charnels. Environ 50 % de l'œuvre est un prolongement de la scène de la mort, dans laquelle l'ange de la mort, ainsi que les archanges Michel et Gabriel, lui apparaissent. À la fin du texte, Jésus affirme que Marie est restée vierge tout au long de ses jours en s'adressant à elle comme « ma mère, vierge sans souillure ».
Le texte dit : « Et les saints apôtres ont conservé cette conversation, et l'ont laissée écrite dans la bibliothèque de Jérusalem ».

## Âge et versions survivantes
Certaines informations indiquent que le texte a été écrit en Égypte au ve siècle. Deux versions subsistent, l'une en copte, l'autre en arabe, la version copte étant probablement l'originale. Une grande partie du texte est basée sur le matériel de l'Évangile de Jacques.

## Corrélation avec l'apocryphe du IIIe siècle
L'apocryphe du début du iiie siècle Première Apocalypse de Jacques de la bibliothèque de Nag Hammadi déclare : Jésus parlant à Jacques, "Ce n'est pas sans raison que je t'ai appelé mon frère, bien que tu ne sois pas mon frère matériellement". Cela ajoute une mention supplémentaire de la relation de Marie aux frères de Jésus, permettant l'explication de sa virginité perpétuelle.